# Tommy Reid (piłkarz)
Tommy Reid, właśc. Thomas Joseph Reid (ur. 15 sierpnia 1905, zm. lipiec 1972) – szkocki piłkarz, który występował na pozycji napastnika.
Piłkarską karierę rozpoczął w szkockim klubie Clydebank. Następnie grał w Liverpoolu i Oldham Athletic. W 1928 przeszedł do Manchesteru United, w którym występował do 1933 roku, kiedy został sprzedany Odlham Athletic za 400 funtów.
W barwach Liverpoolu i Manchesteru United rozegrał łącznie 111 spotkań spotkań i zdobył 66 bramek w Division One.